# Estação CAB
A Estação CAB é uma das estações do Metrô de Salvador, situada em Salvador, entre a Estação Imbuí e a Estação Pituaçu. Faz parte da Linha 2.
Foi inaugurada em 23 de maio de 2017 juntamente com outras quatro estações da linha. Localiza-se na Avenida Paralela. Atende o Centro Administrativo da Bahia e seus diversos órgãos públicos.

## Características
A estação tem 8 019,24 metros quadrados de área construída em trecho de superfície. Possui uma plataforma central de embarque/desembarque.